# Abbasabad
Abbasabad è un comune dell'Azerbaigian situato nel distretto di Yardımlı. Conta una popolazione di 596 abitanti.